# دلار کارائیب شرقی
دلار کارائیب شرقی (به انگلیسی: East Caribbean dollar) با کد ایزوی XCD، یکای پول رایج در کشورهای شرق دریای کارائیب است. مسؤلیت کنترل این یکای پول بر عهدهٔ بانک مرکزی شرق دریای کارائیب قرار دارد.

## اسکناس‌ها
در ۲۹ مه ۲۰۱۹ مجموعه‌ای تازه از اسکناس‌ها با جنس بسپار و شکل عمودی روانه بازار شد.
| نگاره                                   | نگاره                                  | بها    | شرح                               | شرح |
| رو                                      | پشت                                    | بها    | رو                                | پشت |
| --------------------------------------- | -------------------------------------- | ------ | --------------------------------- | --- |
| East Caribbean States $5 note (front)   | East Caribbean States $5 note (rear)   | EC$۵   | الیزابت دوم، لاک‌پشت، کاریب گلوسبز | آبشار ترافالگار، دومینیکا؛ خانه دریابد، آنتیگوآ                                                          |
| East Caribbean States $10 note (front)  | East Caribbean States $10 note (rear)  | EC$۱۰  | الیزابت دوم، لاک‌پشت، کاریب گلوسبز | خور دریانوردی، سنت وینسنت و گرنادین‌ها؛ نقشه سازمان کشورهای شرق کارائیب؛ پلیکان قهوه‌ای؛ ماهی استوایی      |
| East Caribbean States $20 note (front)  | East Caribbean States $20 note (rear)  | EC$۲۰  | الیزابت دوم، لاک‌پشت، کاریب گلوسبز | خانه دولت مونتسرات، جوز هندی                                                                             |
| East Caribbean States $50 note (front)  | East Caribbean States $50 note (rear)  | EC$۵۰  | الیزابت دوم، لاک‌پشت، کاریب گلوسبز | دوایت ونر؛ پارک ملی تپه دژ بریمستون، سنت کیتس؛ نقشه سازمان کشورهای شرق کارائیب، ماهی استوایی             |
| East Caribbean States $100 note (front) | East Caribbean States $100 note (rear) | EC$۱۰۰ | الیزابت دوم، لاک‌پشت، کاریب گلوسبز | آرتور لوئیس، نقشه سازمان کشورهای شرق کارائیب، نمایی از پیتون‌ها – نزدیک سوفریر در سنت لوسیا، ماهی استوایی |

در ۲۱ ژوئیه ۲۰۲۳ بانک مرکزی شرق دریای کارائیب بر آن شد تا نگاره الیزابت دوم را از روی اسکناس‌ها حذف کند. همچنین اعلام شد اینکه نگاره چه کسی بر روی اسکناس‌ها نقش خواهد بست در فوریه ۲۰۲۴ اعلام خواهد شد. رییس بانک مرکزی شرق دریای کارائیب همچنین از نداشتن هیچ‌گونه میلی به چاپ نگاره چارلز سوم بر روی اسکناس‌ها سخن گفت.